# Đặng Bình Giang
Đặng Bình Giang (sinh tháng 3 năm 1966) là kiểm sát viên cao cấp Việt Nam. Ông hiện giữ chức vụ Viện trưởng Viện kiểm sát nhân dân tỉnh Hà Giang.

## Tiểu sử
Đặng Bình Giang sinh tháng 3 năm 1966, người dân tộc Kinh, quê quán tại huyện Vũ Thư, tỉnh Thái Bình.
Ông hoàn thành trung học phổ thông hệ 10/10, có trình độ chuyên môn đại học.
Đặng Bình Giang là đảng viên Đảng Cộng sản Việt Nam.
Ông kết nạp vào Đảng Cộng sản Việt Nam vào tháng 5 năm 1990, chính thức tháng 5 năm 1991.
Ông có bằng cử nhân lí luận chính trị Đảng Cộng sản Việt Nam.
Tháng 11 năm 2014, Đặng Bình Giang là Viện trưởng Viện kiểm sát nhân dân tỉnh Hà Giang.
Ngày 3 tháng 4 năm 2016, Đặng Bình Giang, Viện trưởng Viện kiểm sát nhân dân tỉnh Hà Giang, được trao quyết định bổ nhiệm chức danh kiểm sát viên cao cấp.
Hiện nay (2018.08), Đặng Bình Giang là Bí thư Ban Cán sự, Bí thư Đảng ủy, Đảng Cộng sản Việt Nam Viện kiểm sát nhân dân tỉnh Hà Giang, Viện trưởng Viện kiểm sát nhân dân tỉnh Hà Giang.